# Ume Lah
Ume Lah is een bestuurslaag in het regentschap Gayo Lues van de provincie Atjeh, Indonesië. Ume Lah telt 381 inwoners (volkstelling 2010).